# OWR Odenwaldwerke Rittersbach
Die OWR Odenwaldwerke Rittersbach GmbH (früher: Odenwaldwerke Rittersbach, OWR AG, OWR GmbH) ist ein deutscher Hersteller von Geräten und Systemen für den ABC-Schutz und Instandsetzungsdienstleister für militärische Fahrzeuge. Die GmbH hat ihren Sitz in Elztal-Rittersbach (Baden-Württemberg). 
Das Lieferprogramm umfasst Detektionssysteme und -ausstattungen, ABC-Schutzsysteme, Dekontaminationssysteme und an Kundenwünsche angepassten ABC-Schutz (z. B. Feuerwehr Hannover AB-Dekon-Z).

## Geschichte
Das ursprüngliche Unternehmen Odenwaldwerke Rittersbach wurde 1947 von Wilhelm Kern und August Großkinsky gegründet. Anfangs fertigte das Unternehmen Holzkisten zur Unterbringung von Geräten und Ausrüstungen. Neben der privaten Wirtschaft waren unter den Abnehmern auch schon die damaligen Besatzungsmächte. 1951 nahm das Unternehmen die Fertigung von Tischen, Stühlen und sonstigen Möbeln für den Wohn- und Essbereich auf.

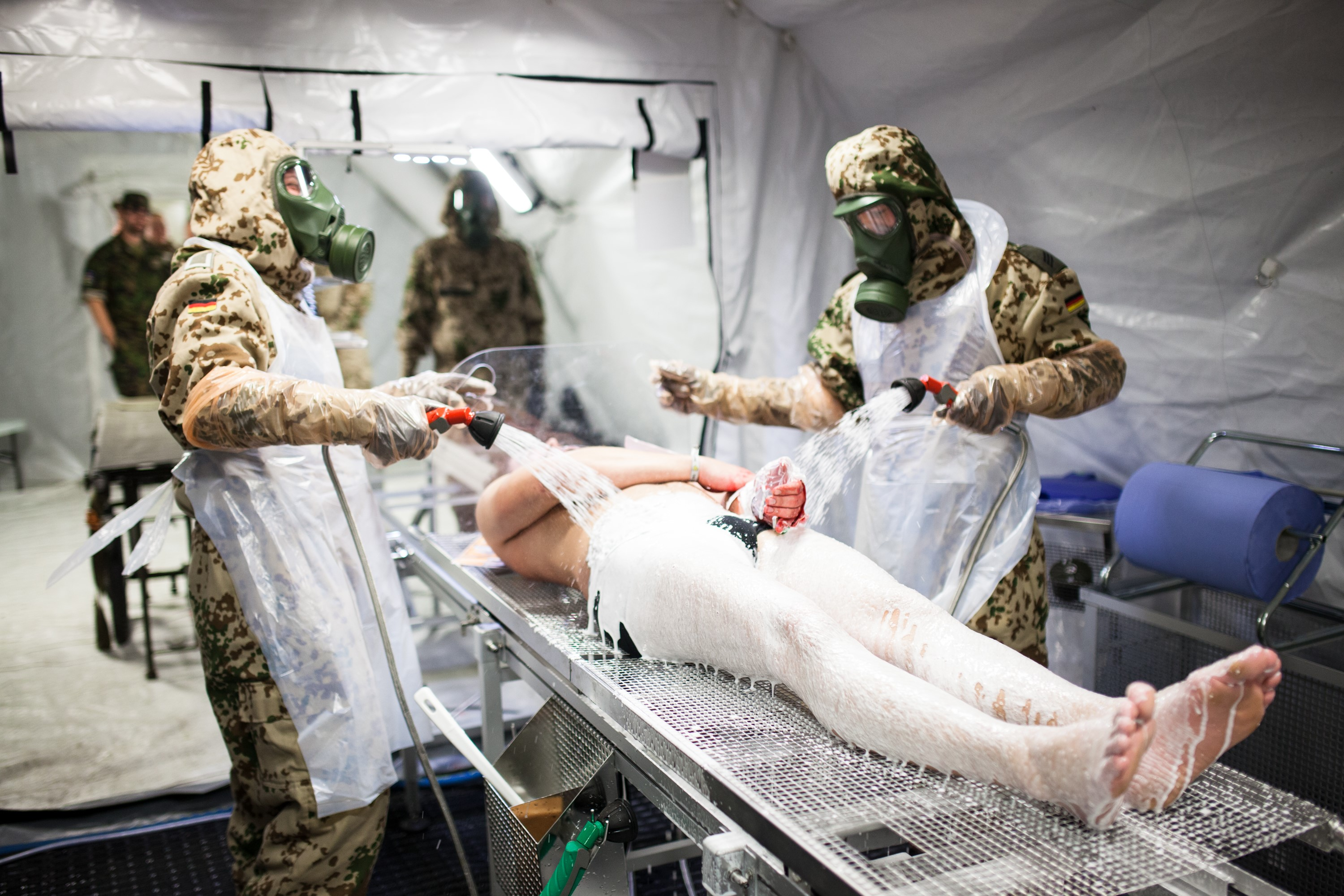
Dekontaminationsanlage für Verletzte von OWR

Über die Aufträge der amerikanischen Besatzungsmächte, die bis in die Gegenwart einer der bedeutendsten Kunden geblieben sind, ergaben sich für das Unternehmen im Lauf der Zeit auch Aufträge staatlicher Stellen in Deutschland und im Ausland. Die Spezialkisten-Fabrikation wurde rasch hin zur Produktion von Bauzügen und Spezialfahrzeugen, u. a. für das Technische Hilfswerk und den Bundesgrenzschutz ausgeweitet. Bald schlossen sich auch Aufträge für das Bundesamt für Wehrtechnik und Beschaffung zur Ausstattung der neugegründeten Bundeswehr an.

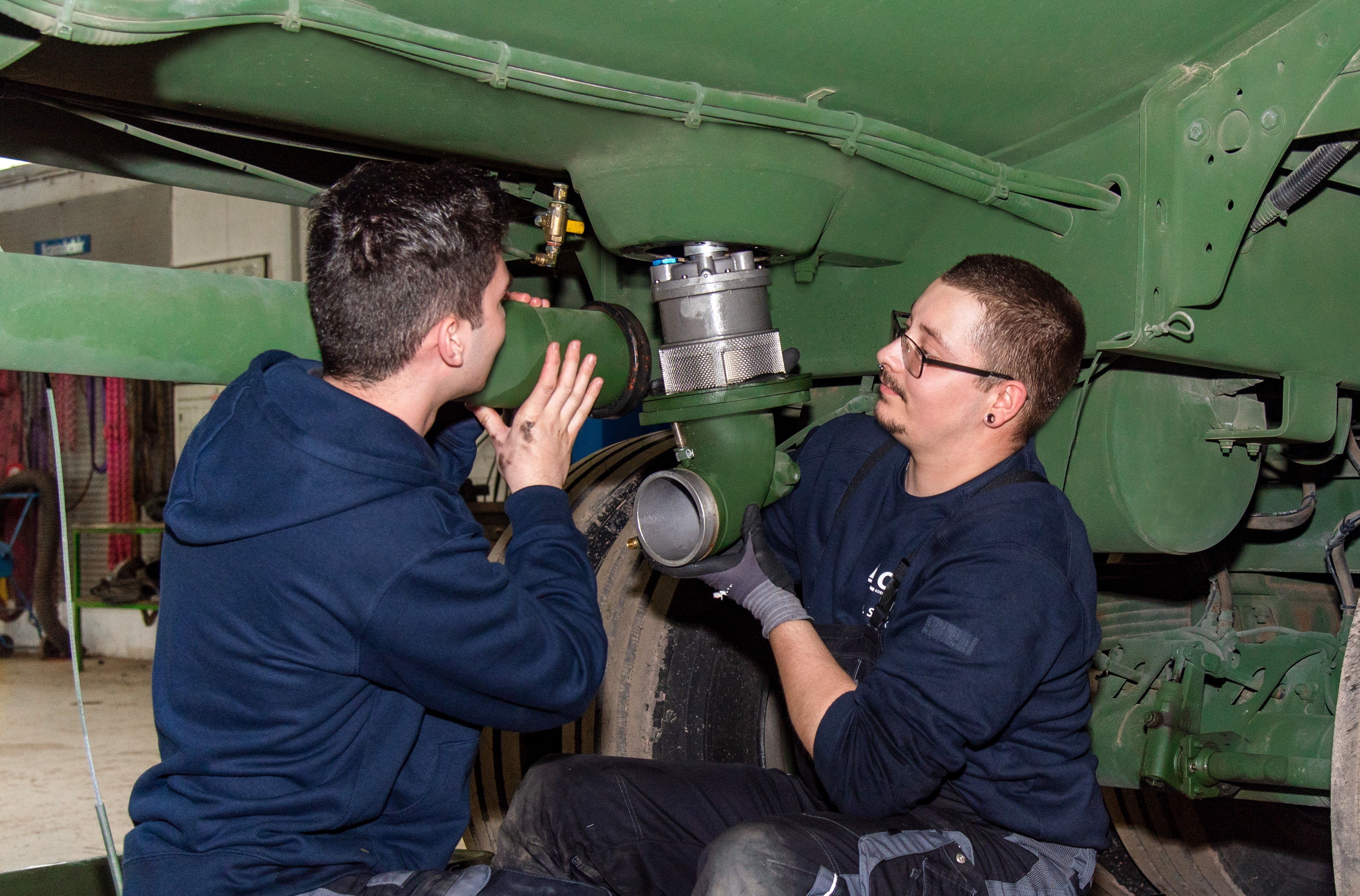
OWR Mitarbeiter setzen U.S. Tankfahrzeug instand

1980 wurde der Möbelbaubereich nach Elztal-Dallau ausgelagert, jedoch aus wirtschaftlichen Gründen kurz darauf aufgegeben, so dass sich das Unternehmen seitdem nur noch der Fahrzeug- und Gerätefertigung widmet. Zu den Kernsparten der Produktion zählten verwindungsarme Pritschenlagerungen für Lastkraftwagen, ab den 1980er Jahren vor allem auch Fahrzeuge und Geräte für die ABC-Abwehr und den Katastrophenschutz sowie elektronische Brems- und Steuergeräte. Inzwischen stellt die Instandsetzung von Nutzfahrzeugen für militärische Kunden (U.S. Army, Bundeswehr) den überwiegenden Teil der Geschäftstätigkeit dar. Im Bereich ABC-Abwehr / Dekontamination beliefert die OWR weltweit Militär- und Zivilschutzorganisationen. 

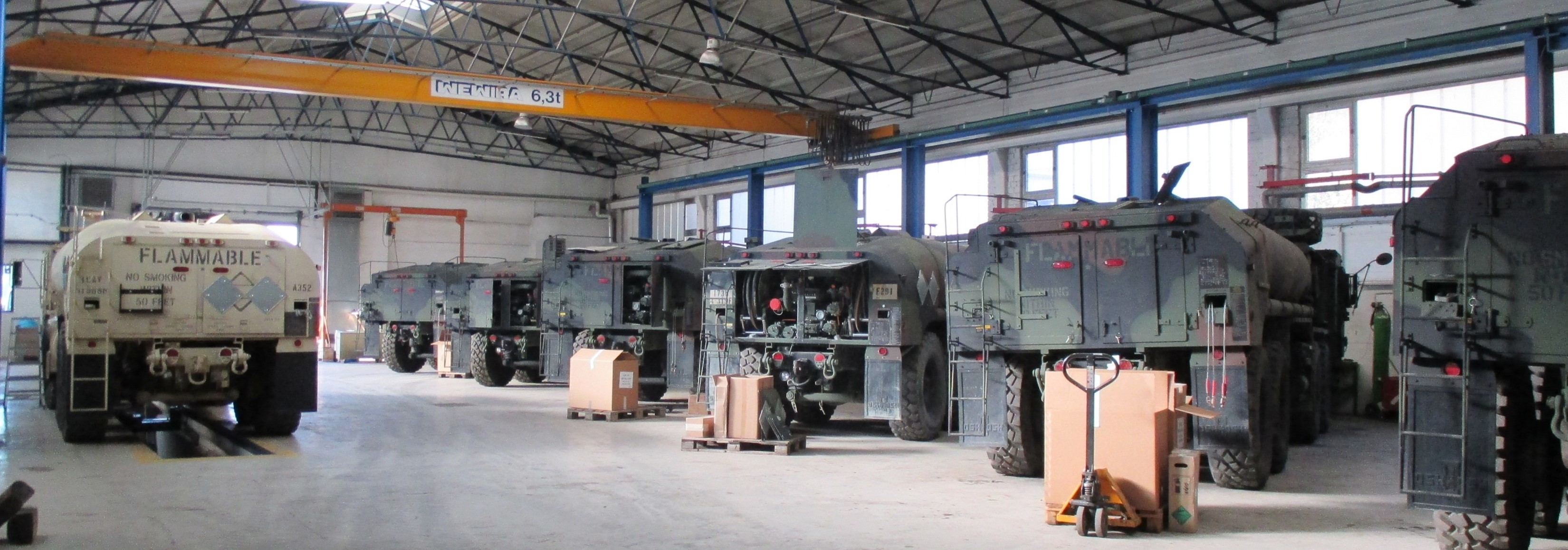
Tankfahrzeuge in der Instandsetzungshalle

Die Odenwaldwerke Rittersbach, die in Rittersbach um die Jahrtausendwende 130 Mitarbeiter beschäftigten, wurden im Mai 2003 insolvent und wurden durch die von einer Investorengruppe gegründete OWR AG übernommen.
Im Jahr 2020 geriet die OWR GmbH erneut in wirtschaftliche Schwierigkeiten und wurde im Januar 2021 von der DIRKS Group (Emden) im Zuge einer übertragenden Sanierung unter der Firmierung OWR Odenwaldwerke Rittersbach GmbH mit Sitz in Rittersbach übernommen. 